# Ocrepeira mastophoroides
Ocrepeira mastophoroides är en spindelart som först beskrevs av Cândido Firmino de Mello-Leitão 1942. 
Ocrepeira mastophoroides ingår i släktet Ocrepeira och familjen hjulspindlar. Inga underarter finns listade i Catalogue of Life.